# Avenue des Cormorans
L'avenue des Cormorans (en néerlandais : Waterraaflaan) est une avenue bruxelloise de la commune de Woluwe-Saint-Pierre qui va de l'avenue Mostinck à l'avenue de l'Aigle sur une longueur totale de 400 mètres.